# 富山県道284号井波井口城端線
富山県道284号井波井口城端線（とやまけんどう284ごう いなみいのくちじょうはなせん）は、富山県南砺市内を通る一般県道（富山県道）である。

## 概要

### 路線データ
- 起点：富山県南砺市高瀬105[1]（＝国道471号交点）
- 終点：富山県南砺市荒田町4365[1]（＝国道304号交点）

## 歴史
- 1994年（平成6年）4月1日：路線認定[1][2]

## 地理

### 通過する自治体
- 富山県南砺市

### 接続する道路
- 国道471号（富山県南砺市高瀬：起点）
- 富山県道370号富山庄川小矢部自転車道線（南砺市高瀬）
- 富山県道27号金沢井波線（南砺市北市）
- 富山県道27号金沢井波線、富山県道71号池尻福野線（南砺市安清・安清交差点）
- 富山県道21号井波城端線（南砺市池尻）
- 富山県道294号川上中北野線（南砺市川上中）
- 国道304号（南砺市荒田町：終点）

### 周辺
- 高瀬神社
- いのくち椿館
- 南砺市立井口中学校
- 南砺市立井口小学校
- 南砺市役所 井口行政センター（旧井口村役場）
- 砺波地域消防組合 南砺消防署井口分遣所
- トナミロイヤルゴルフ倶楽部
- 南砺市立城端小学校
- 城端郵便局
- 南砺市役所 城端庁舎（城端行政センター、旧城端町役場）
- 南砺市城端伝統芸能会館 じょうはな座
- 南砺市城端起業家支援センター
  - ピーエーワークス